# 1316

## Esdeveniments
- Batalla de Manolada
- 18 de juny - Fexhe-le-Haut-Clocher (Principat de Lieja): signament del tractat Pau de Fexhe entre el príncep-bisbe i els tres estaments.
- Joan XXII és escollit Papa
- Moment àlgid de la Gran Fam de 1315–1317
- Amir Khusraw Dihlawi escriu la tragèdia de Duval Rani i Khizr Khan

## Naixements
- 14 de maig - Praga (Regne de Bohèmia): Carles I de Bohèmia, Rei dels Romans (a partir de 1346), rei de Bohèmia (a partir de 1347) i emperador del Sacre Imperi Romanogermànic (a partir del 1355) (m. 1378)[1]

- Simeó I de Moscou

## Necrològiques
- Ramon Llull - Escriptor, filòsof, poeta i teòleg.
- 5 de juny - Vincennes (França): Lluís X de França, rei de Navarra (Lluís I) i de França (n. 1289).[2]
- Guo Shoujing, astrònom xinès